# Telmatoscopus convolvula
Telmatoscopus convolvula är en tvåvingeart som beskrevs av Quate 1967. Telmatoscopus convolvula ingår i släktet Telmatoscopus och familjen fjärilsmyggor. Inga underarter finns listade i Catalogue of Life.